# 聖克魯斯區 (馬尼拉)
聖克魯斯區屬於馬尼拉市的北區，位於湯都區與溪仔婆區之間，是菲律賓衛生署所在地。

## 歷史

### 西班牙殖民時期
上古時代該區本為沼澤地。至菲律賓成為西班牙殖民地，該區土地被授予耶穌會成員。耶穌會於1619年6月20日於聖克魯斯區建造了第一座羅馬天主教堂。耶穌會士於1643年奉獻了聖母像，以服務該區居民。
於西班牙殖民時代，該區也有一個屠宰場和一個肉類市場，在北部是中國人的墓園。

### 第二次世界大戰
在二次大戰期間，日軍因戰略上的失誤，導致於今日聖克魯斯區被美國、菲律賓聯軍夾擊潰敗，被迫讓出聖克魯斯區。因且聖克魯斯區與馬尼拉北部大部分地區，均未受砲彈襲擊。 迄今為止，許多二次大戰前建築物和房屋，仍然屹立在聖克魯斯。